# 이탈리안 잡 (1969년 영화)
《이탈리안 잡》(영어: The Italian Job)은 1969년 개봉한 영국의 코미디 케이퍼 영화이다. 트로이 케네디 마틴이 각본을 쓰고, 피터 콜린슨이 연출하였으며, 마이클 케인 등이 출연하였다.
2003년 동명 리메이크 영화가 개봉하였다.

## 줄거리
이탈리아 골드바를 털 계획을 세운 영국 도둑 로저 베커먼(로사노 브라치 분)이 알프스산맥을 넘어가는 이탈리아와 스위스의 국경 인근에서 이탈리아 마피아 알타바니 일당의 견제로 죽음을 당한다. 로저의 아내는 로저의 동료이며 갓 출소한 런던 도둑 찰리 크로커(마이클 케인 분)에게 로저의 유서를 전달한다.
로저는 본인이 사망할 경우를 대비해 녹화해둔 영상에서 400만 달러 상당의 골드바 수송 차량이 토리노를 거쳐가는데 자신이 이를 탈취하여 영국으로 가져오는 계획을 세웠으며 찰리가 대신 완수해주길 부탁한다고 말한다. 이는 중국에서 피아트사에 지급하는 베이징시 인근 자동차 공장 설립 착수금이다. 찰리는 이 계획에 참여할 대원 10여 명과 특수 개조된 차량을 준비하고 배편으로 이탈리아에 상륙하지만 알타바니 일당에 발각되어 차량 3대를 잃는다.
그러나 찰리 일당은 물러서지 않고 치밀한 준비를 통해 거사일 전날 밤 토리노 교통 관제 센터의 전원을 끊고 내부 컴퓨터의 자기 테이프 저장 매체를 교통 관제를 교란시키는 프로그램이 심어진 복제품으로 교체해 놓는다.
다음 날 토리노 공항에 도착한 골드바를 토리노 시내를 거쳐 옮기던 수송 차량은 신호등이 엉망이 되어 교통 정체가 유발되면서 혼란에 빠지고 에지치오 박물관 인근에서 거의 멈춰서게 된다. 찰리 일당은 이들을 습격, 골드바를 탈취하여 3대의 미니 승용차에 나누어 싣고 유유히 토리노 시내를 빠져나오는 데 성공한다.
이들은 범행에 사용된 미니 승용차 3대를 개조한 우등 버스 안에 숨기고 알프스산맥을 넘다가 골드바를 꺼낸 뒤 미니를 산 아래로 굴러 떨어뜨리고 전체 대원을 버스로 집결시킨다. 그러나 이들이 자축하던 중 버스가 커브길에서 미끄러지면서 벼랑에 걸려 꼼짝 못 하는 상황에 빠지고 만다. 찰리는 골드바를 건지려고 버스 바닥을 천천히 기어가 보지만 버스는 위험천만하게 휘청이고, 찰리가 뒤를 돌아보며 자신에게 좋은 생각이 있다고 말하면서 영화가 끝이 난다.

## 출연진
- 마이클 케인 - 찰리 크로커 역
- 노엘 카워드 - 브리저 씨 역
- 베니 힐 - 사이먼 피치 교수 역
- 라프 발로네 - 알타바니 역
- 토니 베클리 - 캠프 프레디 역
- 로사노 브라치 - 로저 베커먼 역
- 매기 블라이 - 로나 역
- 해리 베어드 - 빅 윌리엄 역
- 데이비드 켈리 - 목사 역

## 우리말 녹음
KBS 성우진 (1995년 5월 27일)
- 이강식 - 찰리 (마이클 케인)
- 온영삼
- 문영래
- 조동희
- 한수경
- 윤기황
- 성창수
- 유동현
- 김정주
- 강수진
- 문관일
- 박미선
- 한호웅
- 서윤석